# Nicoline Sørensen
Nicoline Haugård Sørensen (Måløv, Dinamarca; 15 de agosto de 1997) es una futbolista danesa. Juega como atacante y su equipo actual es el Everton FC de la FA Women's Super League y forma parte de la selección de fútbol femenino de Dinamarca.

## Carrera
Nicoline Sørensen se acerca al fútbol desde muy joven y decide unirse a Måløv Boldklub, un club polideportivo con sede en Måløv, municipio de Ballerup, para jugar en sus equipos juveniles.
Destacada por sus actuaciones, es llamada por el Ballerup-Skovlunde Fodbold (BSF), donde debuta en Elitedivisionen, el nivel más alto del campeonato nacional, con una formación íntegramente femenina.
En agosto de 2013, tuvo la oportunidad de jugar como profesional en una liga extranjera, firmar un contrato con el campeón sueco LdB Malmö y ser empleado para la temporada 2014 en el nuevo club, FC Rosengård. Insertada en la plantilla con los suecos, obtiene el título en la Damallsvenskan para las dos temporadas, sin embargo, ante la dificultad de encontrar espacio, al final del contrato decide no renovarlo, despidiéndose del club con una puntuación de nueve apariciones.
En febrero de 2015 firma un acuerdo con Brøndby IF, volviendo a jugar en Dinamarca, donde además de ser potencialmente utilizada con mayor frecuencia, tiene la oportunidad de ponerse al día en sus estudios.
A finales de septiembre de 2017 volvió a Suecia para jugar en las filas de Linköpings FC. Después de una temporada y media en Linköpings FC, regresó a Brøndby IF, anotando dos goles en su primer partido de liga.

## Selección nacional
Después de mostrar una forma impresionante con Brøndby IF, Sørensen fue convocada para formar parte de la selección nacional danesa absoluta para el Torneo Internacional de China de Yongchuan 2016 en octubre de 2016. Reemplazó a la lesionada Nadia Nadim.
En 2017, fue convocada para la selección danesa finalista de la Eurocopa Femenina 2017.

## Palmarés
Brøndby IF
- Elitedivisionen (2): 2016/2017, 2018/2019.
- Copa de Dinamarca Femenina (1): 2016/2017.

FC Rosengård
- Damallsvenskan (2): 2013, 2014.
- Supercopa de Suecia Femenina (1): 2015.

Linköpings FC
- Damallsvenskan (1): 2017.